# 10220 Pigott
10220 Pigott (1997 UG7) là một tiểu hành tinh vành đai chính được phát hiện ngày 20 tháng 10 năm 1997 bởi R. A. Tucker ở Goodricke-Pigott Observatory.